# سیل‌بند چشمه
سیل‌بند چشمه (به انگلیسی: Chashma Barrage) یک سد در پاکستان است که در چشمه، پاکستان واقع شده‌است.